# محمد علی امام شوشتری

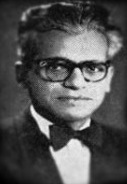
سید محمد علی امام شوشتری

سید محمدعلی امام شوشتری (تولد ۱۲۸۱ ه‍.ش شوشتر، وفات ۱۳۵۱ ه‍.ش تهران) نویسنده و پژوهشگر ایرانی بود.

## سرگذشت
بیشتر نیاکان او از رده دانشمندان دینی و اهل علم بوده‌اند که مشهورترین آن‌ها سید نعمت‌الله جزایری و سید عبدالله هم‌زمان نادرشاه افشار است و کسی است که صدر نمایندگان خوزستان در دشت مغان بوده و خطابه شهریاری نادرشاه را نوشته و خوانده‌است.
او فرزند سید محمد شریف امام جمعه شوشتر و نوه هشتم سید نعمت‌الله جزایری و مادرش ساره بیگم نوه حاج شیخ جعفر شوشتری مجتهد بزرگ هم‌زمان ناصرالدین شاه قاجار است. نسب پدری او چنین است: سید محمدعلی فرزند سید محمد شریف فرزند حاج سید محمد امام جمعه فرزند آقا سید حسن امام جمعه فرزند سید عبدالکریم امام جمعه فرزند سید محمد جواد فرزند سید عبدالله (مؤلف تذکره شوشتر) فرزند سید نورالدین فرزند سید نعمت‌الله جزایری.
پس از اتمام تحصیلات مقدماتی، علوم دینی را تا درجه اجتهاد و منطق، اصول و تاریخ ادبیات عرب را نزد دائی خود شیخ محمد کاظم شوشتری و برادر خود سید نورالدین امام شوشتری فرا گرفت و سپس به فراگرفتن زبان انگلیسی پرداخت و به خدمت وزارت معارف آن زمان درآمد. خدمت اداری را از کارآموزی و دبیری شروع کرد. پس از دوازده سال خدمت در وزارت آموزش و پرورش به خدمت وزارت دارایی درآمده و به اداره کل گمرک منتقل شد. او سال‌ها در بنادر جنوب خدمت کرد و در این سفرها به خصوصیات خلیج فارس، بنادر و جزایر آن آشنایی کامل یافت. در سال ۱۳۲۶ به گمرک تهران منتقل شد و به مقامهای مستشار فنی وزارت گمرکات، ریاست امور قضایی کل گمرک و ریاست گمرک تهران رسید و برای اصلاح قوانین گمرکی زحمت بسیاری کشید.
در همان زمان که کارهای بزرگ اداری را مانند ریاست گمرک تهران بر عهده داشت باز هم آسایش خود را در مطالعه می‌دانست و پس از کار به مطالعه در کتابخانه کوچک خود مشغول می‌شد.
امام شوشتری در سال ۱۳۳۷ از خدمت دولت بازنشسته شد و چند سفر به اروپا رفت. او به زبان عربی نیز تسلط کامل داشت و در سال ۱۳۴۵ در کتابخانه پهلوی به ریاست بخش عربی منصوب گشت و در این زمان با ذبیح بهروز در زمینه‌های تحقیقی و تاریخی همفکری داشت. او پس از بازنشسته شدن با وقت آزادی که پیدا کرده بود توانست بسیاری تحقیقات خود را کامل کرده و نتایج آن‌ها را به صورت کتابهای مختلف انتشار دهد.
امام شوشتری در آبانماه ۱۳۵۰ به دلیل کتاب‌ها و مقالاتی که تألیف کرده بود از سوی شاه ایران احضار شده و مورد تمجید قرار گرفت. درکنگره زبان فارسی چند سخنرانی جامع ایراد کرد که به وسیله وزارت فرهنگ و هنر چاپ شد. همچنین دربارهٔ تاریخ زبان دری که از زمان ساسانیان زبان پیشرفته‌ای بوده تحقیقات ارزنده‌ای انجام داده‌است.
امام شوشتری همچنین سخنرانیهای مختلفی در رادیو ایران در برنامه ارتش انجام داد و در آن‌ها بسیاری سرداران ایرانی که در صدر اسلام کمک کرده‌اند معرفی نمود. بیشتر این سرداران گمنام بوده‌اند یا آن‌ها را عرب می‌دانستند. او همچنین دربارهٔ ایرانیان در جزیرةالعرب و یمن و جنگهای ایشان و کانونهای مهری و مانوی و مزدکی در شبه جزیره عربستان پیش از ظهور اسلام نیز مطالب تحقیق جالبی نوشته‌است.
سید محمد علی امام شوشتری در سال‌های آخر زندگی دچار عارضه ریوی شد و با توجهات شاه ایران برای معالجه به انگلستان رفت. در آن زمان دختر وی نیز که در لندن تحصیل می‌کرد از وی پرستاری می‌نمود. بیماری وی سرطان ریه تشخیص داده شد ولی چون بیماری پیشرفت کرده بود عمل جراحی صلاح دیده نشد و با دستورهای پزشکی بعد از چندماه به ایران بازگشت و به تدوین اثر بزرگی به نام نامنامه جغرافیایی ایرانشهر یا ایران بزرگ پرداخت. برای گردآوری این اثر تمام متون جغرافیا و کتابهای مسلک قدیم را با هم تطبیق داده و بسیاری از اشتباهات گذشتگان را اصلاح نمود و نام‌های درست جغرافیایی ایرانشهر را از زمان ساسانی در فرهنگ بزرگ تنظیم کرد. این کتاب در چهار جلد است که که تنها یک جلد از آن آماده گردید. بزرگ‌ترین آرزوی او این بود که این اثر به اتمام رسیده و چاپ شود که بیماری او شدت یافت و چندماه آخر در بستر بیماری بود.
در ۱۵ مهرماه ۱۳۵۱ از جهان چشم فروبست. او را در حسینیه رحمتی در شرق صحن حضرت عبدالعظیم به خاک سپردند.

## تالیفات
- تاریخ جغرافیایی خوزستان به کوشش مؤسسه امیرکبیر
- تاریخ مقیاسات و نقود در حکومت اسلامی که در دانشسرای عالی در سال ۱۳۳۹ به چاپ رسید.
- فرهنگ واژه‌های فارسی در زبان عربی که بزرگ‌ترین کتاب در این زمینه‌است و به کوشش انجمن آثار ملی در سال ۱۳۴۷ به چاپ رسید. این کتاب شامل بیش از سه هزار ریشه لغت فارسی است که در زبان عربی وارد شده‌است.
- ترجمه اندرزنامه اردشیر بابکان را تحت عنوان عهد اردشیر که اصل فارسی آن از بین رفته‌است از زبان عربی به فارسی برگرداند و به کوشش انجمن آثار ملی در سال ۱۳۴۸ به چاپ رسید.
- ایران گهواره دانش و هنر پیشینه هنر موسیقی روزگار اسلامی است که توسط وزارت فرهنگ و هنر در سال ۱۳۴۸ به چاپ رسید.
- تاریخ شهریاری در شاهنشاهی ایران که بزرگ‌ترین و مستندترین کتاب در زمینه فلسفه شهریاری و تاریخ آن در ایران است و در سال ۱۳۵۰ توسط وزارت فرهنگ و هنر به چاپ رسیده‌است.
- فصل چهارم کتاب آب و فن آبیاری در ایران باستان تحت عنوان پایه‌های کهن حقوقی در آبیاری ایرانشهر از طرف وزارت آب و برق که در سال ۱۳۵۰ به چاپ رسیده‌است.

## مقالات
- بنیاد فلسفی شهریاری در ایران.
- خلیج فارس و باستانی‌ترین فانوسهای جهان، مجله باستانشناسی و هنر ایران، شماره پنجم، سال ۱۳۴۹.
- تحقیقی دربارهٔ پیشینه دریانوردی در ایران در مجموعه تاریخ تحول علوم در ایران.
- رساله‌ای در زمینه پیدایش و آرایش زبان.
- نام هفت شهر مدائن، مجله باستانشناسی و هنر ایران، شماره سوم، سال ۱۳۴۸.
- خوزستان فی الحاضر و التاریخ، مجله الاخاء.
- پادآواز هنر نقاشی ایران در روزگار اسلامی، مجله باستانشناسی و هنر ایران، شماره چهارم.
- مزدک و آئین او.
- نقش ایرانیان در پیشرفتهای نخستین اسلامی.
- تأثیر حقوق ایرانی روزگار ساسانی در گسترش حقوق اسلامی مجله معارف اسلامی، شماره ۱۳، ۱۳۵۰.
- تسویه یا تفضیل در حقوق اسلامی مجله معارف اسلامی، شماره ۹، ۱۳۴۸.
- تأثیر شگرف ادب روزگار ساسانی در ادب روزگار عباسی در مجله هنرو مردم شماره‌های ۱۰۷ و ۱۰۸ شهریور و مهر ۱۳۵۰.
- سرچشمه جنبشهای انقلابی در عصر اسلامی و راه نفوذ آن‌ها به اروپا مجله وحید، شماره ۱، سال ۷، سال ۱۳۴۸.
- بررسی شیوه نفوذ معماری ایرانی در معماری اسلامی بر پایه نوشته‌های تاریخی در مجله باستانشناسی ایران، شماره ۲، سال ۱۳۴۸.
- چگونگی پیدایش فقه اسلامی در مجله معارف اسلامی.
- پیشینه موسیقی در اسلام.
- تأثیر تمدن ایران در عرب.
- بخش دوم از کتاب پیشینه سان و رژه در ایران.
- منابع اقتصادی خلیج فارس در سمینار خلیج فارس.
- نمونه یک اشتباه در تاریخ و هنر.
- یک نامگذاری غلط مجله وحید، شماره ۱۱، آبانماه ۱۳۴۵.
- تیشه‌هایی که به زبان فارسی فرود می‌آید در مجله وحید، شماره ۲، بهمن ماه ۱۳۴۵.
- زبان فارسی را دریابید مجله وحید، اردیبهشت ۱۳۴۸.
- چرا به زبان فارسی بی پروا شده‌ایم مجله وحید، شماره ۲۴، مهرماه ۱۳۴۸.
- آیا هنرهای زیبا در اسلام حرام است؟ مجله هنر و مردم، شماره ۹۵، شهریور ۱۳۴۹.
- سرنوشت زبان فارسی مجله هنر و مردم، شماره ۵۹، شهریور ۱۳۵۰.